# Castillo de Bogesund
El Castillo de Bogesund es una antigua mansión en el municipio de Vaxholm, a unos 15 km al este de Estocolmo, Suecia. Se localiza en el centro de la reserva natural de Bogesundslandet (Bogesundslandets naturreservat). El edificio de estilo castillo domina el principal canal de entrada y salida de Estocolmo a través del archipiélago de Estocolmo.

## Historia
El edificio fue construido en la década de 1640 a iniciativa de Per Brahe el Joven (1602-1680) y fue después reconstruido varias veces. La casa recibe su actual apariencia con torres y ventanas góticas en la década de 1860 según los dibujos de los arquitectos Fredrik Wilhelm Scholander (1816-1881) y Thor Medelplan (1832-1863).